# Московская волость (Уфимская губерния)
Московская во́лость — волость в Бирском уезде Уфимской губернии. Волостной центр — деревня Москова (ныне село Москово).
Ныне территория волости в составе Дюртюлинского, Кушнаренковского Чекмагушевского районов Республики Башкортостан Российской Федерации.

## География
В пределах волости протекает р. Белая, берега которой частью возвышенные, частью низменные. Местность вообще возвышенная.

## Флора и фауна
Имеется башкирский лес, в количестве 1300 десятин. Местами на возвышенностях кустарник.

## Состав
- Абушехманова (ныне Новая Муртаза)
- Аканеева
- Аккаинова
- Аюкашева
- Баишева (ныне Старобаишево)
- Верхне-Лачинтау
- Гуликова
- Гумерова (ныне Гумерово)
- Ивачева
- Иликова
- Имай-Утарова
- Исланова
- Итикеева
- Ишметева
- Каишева
- Карачаелга
- Кусядыкова
- Москова (ныне Москово) — волостной центр
- Нижне-Лачинтау
- Ново-Карманова
- Ново-Янтузова
- Сабанаева
- Старо-Карманова
- Старо-Муртазина
- Старо-Янтузова
- Таскаклы
- Толбазы
- Урман-Асты
- Уртаева
- Юкаликулева

## Население
На 1905 год жителей обоего пола 19480 душ.

## Инфраструктура
По справочнику 1906 года основой род занятий населения — земледелие..